# ConTeXt
ConTEXt es un sistema de composición de textos basado en TeX. Siendo más reciente que el principal macro de TeX, LaTeX, es más modular en su concepción y más monolítico en su implementación. Por ejemplo, los gráficos vectoriales basados en TeX están completamente integrados en ConTeXt gracias a Metafun, del cual es un subconjunto el lenguaje de programación gráfico MetaPost (derivado, a su vez, de Metafont, otro lenguaje creado por Donald Knuth). También se centra en usar PdfTeX para generar tanto la versión papel como la versión en línea del mismo documento. Se complementa con algunos scripts escritos en Perl, como TeXutil y TeXexec. Además, se caracteriza por un analizador sintáctico de XML integrado (con soporte para MathML).
Este sistema ha sido desarrollado desde 1990 por Hans Hagen de PRAGMA Advanced Document Engineering (Pragma ADE), una empresa holandesa.

## Ejemplo
Los documentos con ConTeXt son simples: se utilizan archivos en texto plano (habitualmente con la extensión .tex), y se compilan con el script texexec. El resultado de este proceso es un archivo PDF (ConTeXt también puede generar un archivo DVI). Un ejemplo es el siguiente.

Documento ConTeXt generado.

```
% This line is a comment because % precedes it.

% It specifies the format of head named 'title'

% Specifically the style of the font: sans serif

% + bold + big font.

\setuphead
[title]
[style=
{
\ss\bfd
}
,
    before=
{
\begingroup
}
,
    after=
{
John Doe, the author
\smallskip\currentdate\bigskip\endgroup
}
]

\starttext

\title
{
\CONTEXT
}

\section
{
Text
}

\CONTEXT\ 
is a document preparation system for the 
\TEX\ 
typesetting
program. It offers programmable desktop publishing features and extensive
facilities for automating most aspects of typesetting and desktop
publishing, including numbering and cross-referencing (for example
to equation 
\in
[eqn:famous-emc]
), tables and figures, page layout,
bibliographies, and much more.

It was originally written around 1990 by Hans Hagen. It could be an
alternative or complement to 
\LATEX
.

\section
{
Maths
}

With 
\CONTEXT\ 
we could write maths. Equations can be automatically numbered.

\placeformula
[eqn:famous-emc]

\startformula

    E = mc
^
2

\stopformula

with

\placeformula
[eqn:def-m]

\startformula

    m = 
\frac
{
m
_
0
}{
\sqrt
{
1-
\frac
{
v
^
2
}{
c
^
2
}}}

\stopformula

\stoptext

```